# Zastawie (powiat biłgorajski)
Zastawie – wieś w Polsce położona w województwie lubelskim, w powiecie biłgorajskim, w gminie Goraj.
W latach 1975–1998 miejscowość należała administracyjnie do województwa zamojskiego. 
Wieś jest sołectwem w gminie Goraj. Według Narodowego Spisu Powszechnego z roku 2011 wieś liczyła 569 mieszkańców i była trzecią co do liczby ludności miejscowością gminy.
We wsi znajduje się cmentarz wojenny z I wojny światowej oraz kapliczka z 1918 r.

## Części wsi
| SIMC    | Nazwa            | Rodzaj    |
| ------- | ---------------- | --------- |
| 0888178 | Goraj Poduchowny | część wsi |
| 0888184 | Kamionka         | część wsi |
| 0888190 | Majdanek         | część wsi |
| 0888209 | Odnoga           | część wsi |

Wierni Kościoła rzymskokatolickiego należą do parafii Parafia św. Bartłomieja w Goraju.